# Ernst Hirsch
Ernst Hirsch (5. prosince 1874 Kadaň – 4. února 1925 Chomutov) byl československý politik německé národnosti a meziválečný poslanec Národního shromáždění za Německou sociálně demokratickou stranu dělnickou v ČSR.

## Biografie
Pocházel ze starousedlé kadaňské měšťanské rodiny.[zdroj?] Roku 1897 se přestěhoval do Teplic, kde pracoval jako účetní. Od roku 1899 byl členem, od roku 1900 revizorem, od roku 1901 členem předsednictva a konečně od roku 1903 předsedou svazu obchodních úředníků a příbuzných odborů se sídlem v Teplicích. Byl předsedou ústředního svazu zaměstnanců průmyslových, obchodních a dopravních v Teplicích, předsedou pomocnické hromady, gremiální nemocenské pokladny v Teplicích-Šanově. Angažoval se v konzumním spolku. Zasedal v správní komise Všeobecného pensijního ústavu v Praze.
V parlamentních volbách v roce 1920 získal za Německou sociálně demokratickou stranu dělnickou v ČSR (DSAP) mandát v Národním shromáždění. Podle údajů k roku 1920 byl profesí úředníkem organizace v Trnovanech.
Zemřel v únoru 1925 v nemocnici v Chomutově po provedené operaci. Delší dobu trpěl bolestmi žaludku. Kvůli tomu se již před smrtí stáhl z parlamentní práce. Místo něj pak po jeho smrti roku 1925 do sněmovny nastoupil Eduard Löwa.